# Муссон (баскетбольный клуб)
Спортивный клуб «Муссон» — баскетбольный клуб из Севастополя. Основан в 2010 году. Выступал в Высшей лиге Украины, а в сезоне 2014/15 — в Высшей лиге России. В связи с санкциями выступает в открытом чемпионате Севастополя.

## История
Команда основана летом 2010 года директором ПАО «Муссон» Владимиром Плоткой. Первый год команда отыграла под руководством тренера Плотки, который также выступал в качестве игрока. В финале Первой лиге Украины в мае 2011 года севастопольцы одержали верх над «Будсервисом» из города Сарны и стали победителями турнира. Летом 2011 года команду возглавил Александр Шевченко. По итогам Высшей лиги сезона 2011/12 команда заняла второе место уступив «Университету-Волыньбаскет». В сезоне 2012/13 команда под руководством Сергея Цымбала смогла одержать победу в турнире, обыграв решающем матче харьковский «Авантаж-Политехник». Наиболее ценным игроком турнира был признан Дмитрий Липовцев. В Кубке Украины «Муссон» занял третье место.
В марте 2014 года «Муссон» снялся с розыгрыша чемпионата Украины из-за аннексии Крыма Россией. На момент снятия команды с турнира севастопольцы занимали восьмое место. Игроки команды Даниил Козлов, Александр Панченко и Евгений Коровяков стали баскетболистами «Говерлы», а Владимир Гуртовой — «Авангарда».
После этого команда стала членом Российской федерации баскетбола и стала принимать участие в Высшей лиге России (третья по силе лига страны), что вызвало протест у Федерации баскетбола Украины.
Тренером команды был назначен Евгений Кисурин, а команда была укомплектована российскими игроками. Первая игра в рамках Кубка России завершилась победой над ставропольским «Динамо-ЦБК» (90:80). Следующий матч против волгоградской «Согдианы-СКИФ» также завершился победой (69:65). «Муссон» одержал две победы в отборочной группе «Д» и вышел в 1/16 финала, где севастопольцы уступили самарским «Красным крыльям». Команду в этой игре вновь возглавил Сергей Цымбал. Дебютная игра в рамках Высшей лиги России завершилась поражением от «Строителя» из Энгельса (50:81). В ноябре 2014 года главным тренером «Муссона» был назначен Роман Двинянинов.
27 декабря 2014 года скончался баскетболист «Муссона» Евгений Шегоян.
В сентябре 2016 года команда заняла 13-е место в межрегиональной любительской баскетбольной лиге. В рамках турнира Межрегиональной любительской баскетбольной лиги России Южного и Северо-Кавказского федеральных округов «Муссон» занял второе место.
В сезоне 2017/18 команда принимала участие в Открытом чемпионате Севастополя и стала победителем турнира.
В сезоне 2018/19 команда стала победителем Открытого чемпионата Севастополя и серебряным призёром Открытого чемпионата Республики Крым.
В сезоне 2019/20 команда стала серебряным призёром Открытого чемпионата Севастополя, уступив в финале своей команде ветеранов. В сезонах 2020/21, 2021/22 и 2022/23 победителем Открытого чемпионата Севастополя снова становились ветераны, а СК «Муссон» завершал сезон на 5-м, 3-м и 4-м местах. В сезонах 2023/24 и 2024/25 СК «Муссон» стал чемпионом Севастопольской баскетбольной лиги.

## Лучшие игроки
Полный список игроков, выступавших за баскетбольный клуб «Муссон», о которых есть статьи в Википедии, смотрите здесь.
- Дмитрий Липовцев[31]
- Александр Панченко[31]
- Николай Ерёмин[31]

## Главные тренеры
- Владимир Плотка (2010—2011)
- Александр Шевченко (2011—2012)
- Сергей Цымбал (2013—2014)
- Евгений Кисурин (сентябрь-октябрь 2014)
- Сергей Цымбал (октябрь-ноябрь 2014)
- Роман Двинянинов (2014—2015)
- Владимир Плотка (2015—2017)
- Вячеслав Юр (2017—2018)
- Сергей Цымбал (2018—2019)
- Владимир Плотка (май 2019)
- Игорь Кочура (2019—2020)
- Вячеслав Юр (2020—2023)
- Владимир Плотка (2023—н. в.)